# Danuta Samolczyk-Wanyury
Danuta Kazimiera Samolczyk-Wanyura (ur. 1950, zm. 2017) – polska lekarka, stomatolog, specjalistka w zakresie chirurgii szczękowo-twarzowej, doktor habilitowany nauk medycznych, nauczyciel akademicki.

## Życiorys
W 1973 ukończyła studia na Wydziale Lekarskim Akademii Medycznej w Warszawie (obecnie Warszawski Uniwersytet Medyczny). Stopień doktora nauk medycznych uzyskała w 1989, zaś habilitację w 2008 na podstawie rozprawy pt. Kliniczna przydatność klasyfikacji złamań górnego masywu twarzy. Obserwacje i doświadczenia własne. W latach 2012–2015 była kierowniczką Kliniki Chirurgii Czaszkowo-Szczękowo-Twarzowej, Chirurgii Jamy Ustnej i Implantologii Warszawskiego Uniwersytetu Medycznego.

## Wybrane odznaczenia
- Złoty Krzyż Zasługi[4],
- Złoty Medal za Długoletnią Służbę[4]